# 巡场镇
巡场镇，是中华人民共和国四川省宜宾市珙县下辖的一个乡镇级行政单位。

## 行政区划
巡场镇下辖以下地区：
南井社区、新桥社区、龙祥社区、安民社区、桂花坳社区、杉木树社区、新林村、茨梨村、营盘村、金龙村、中坝村、鞍子村、天池村、河口社区村、龙塘村、三合村、垇田村、溪尾村、金沙社区村、白家村、余家村、双河村、箐林村、汾洞村、塘坎村、兴太社区村、白岩村、塘坝社区村、德窝村、芙蓉村、田坝村、丰村社区村、白皎煤矿虚社区、芙蓉煤矿虚社区和双马水泥厂虚社区。